# Udjebten
Udjebten (fl. XXIII secolo a.C.) è stata una regina egizia della VI dinastia.

## Biografia
Fu una delle varie spose del faraone Pepi II che regnò per 95 o 65 anni (la durata del suo regno è molto dibattuta; Manetone riporta 95 anni, mentre gli studiosi moderni propendono decisamente per 65).
Siccome fra i suoi titoli compariva quello di Principessa ereditaria, bisogna concludere che nacque in seno alla famiglia reale. D'altra parte, l'assenza per lei del titolo di Figlia del Re, usuale per le figlie del faraone, indica che non fu una sorella o sorellastra di Pepi II, a differenza di altre consorti come Neith e Iput II.
Più esaustivamente, i suoi titoli furono: Colei Che vede Horus e Seth, Grande dello Scettro-Hetes, Sposa del Re, Amata Sposa del Re - di Menankh Neferkara, Attendente di Horus, Consorte dell'Amato dalle Due Signore (le dee Nekhbet e Uadjet).

## Sepoltura
La regina Udjebten fu sepolta in una piramide minore a Saqqara. Il suo complesso funerario includeva la piramide principale, un tempietto mortuario e una annessa piramide finalizzata al culto. Il tutto era chiuso fra due muri perimetrali. Un'iscrizione rinvenuta nel sito rivela che la sommità della piramide di Udjebten era rivestita d'oro.